# 2021年日本

## 政府

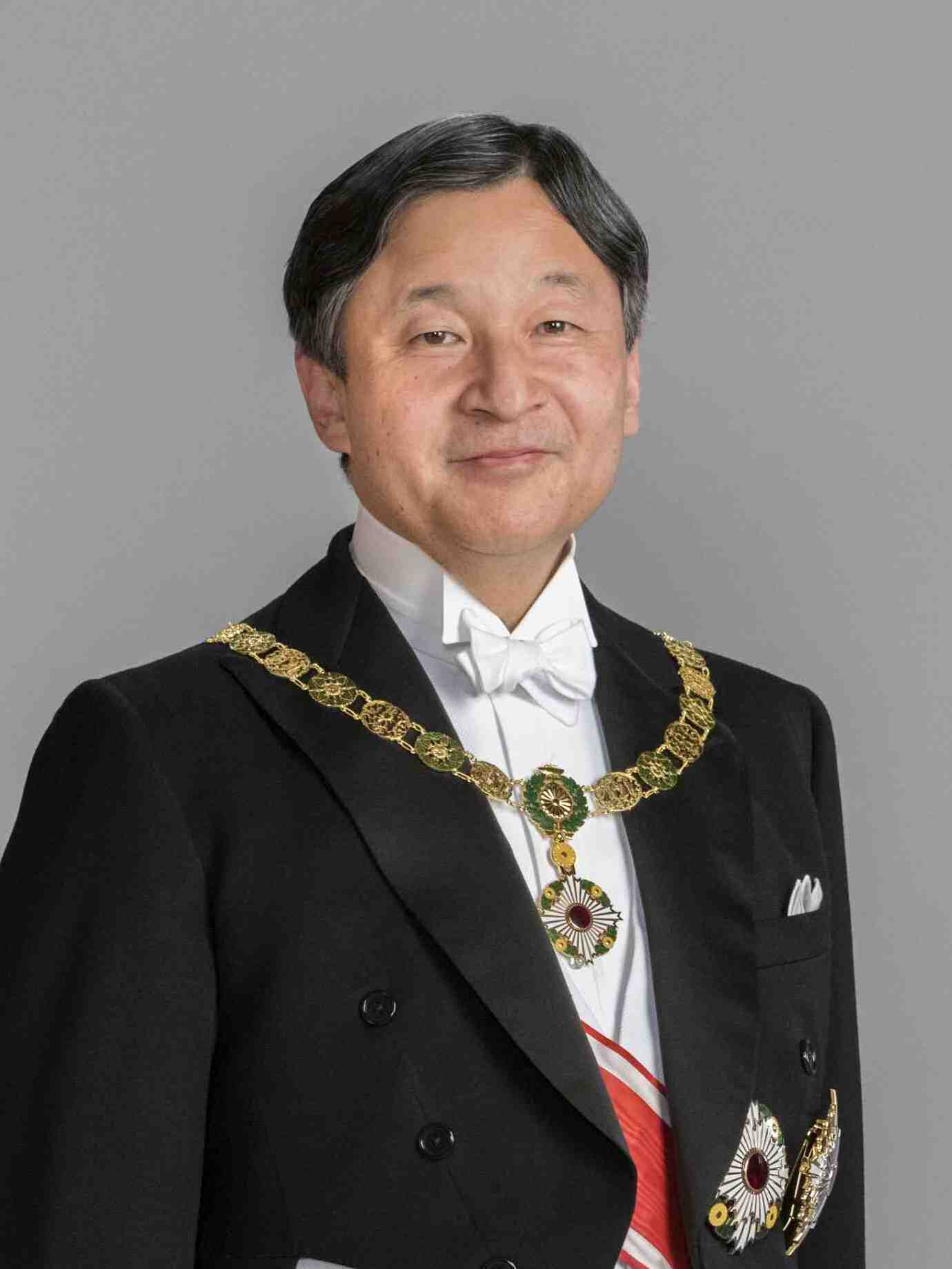
天皇：德仁
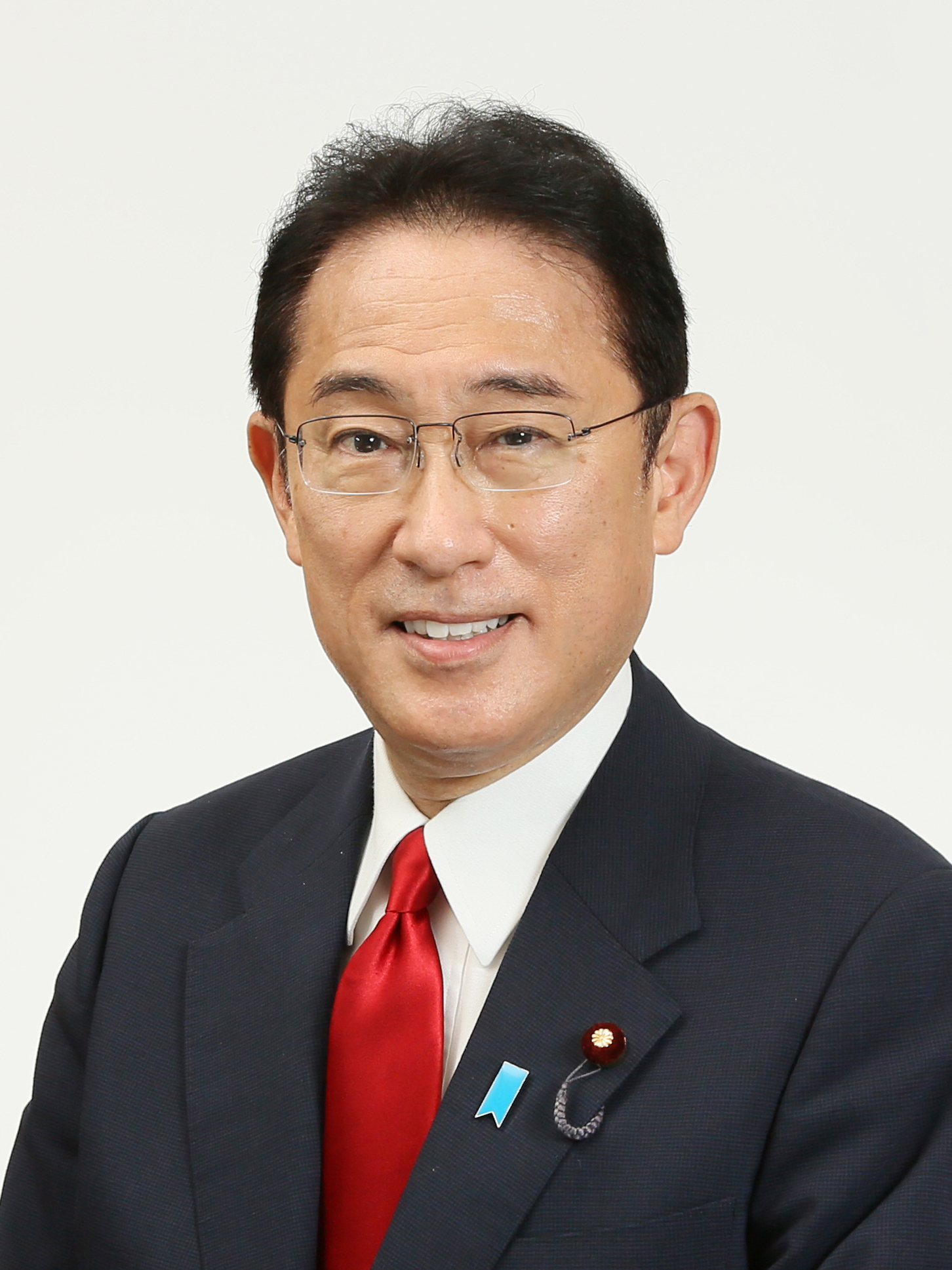
內閣總理大臣：岸田文雄
副總理：懸空（岸田內閣不設副總理）
内阁官房长官：松野博一
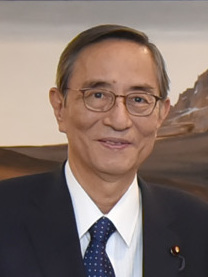
眾議院議長：细田博之
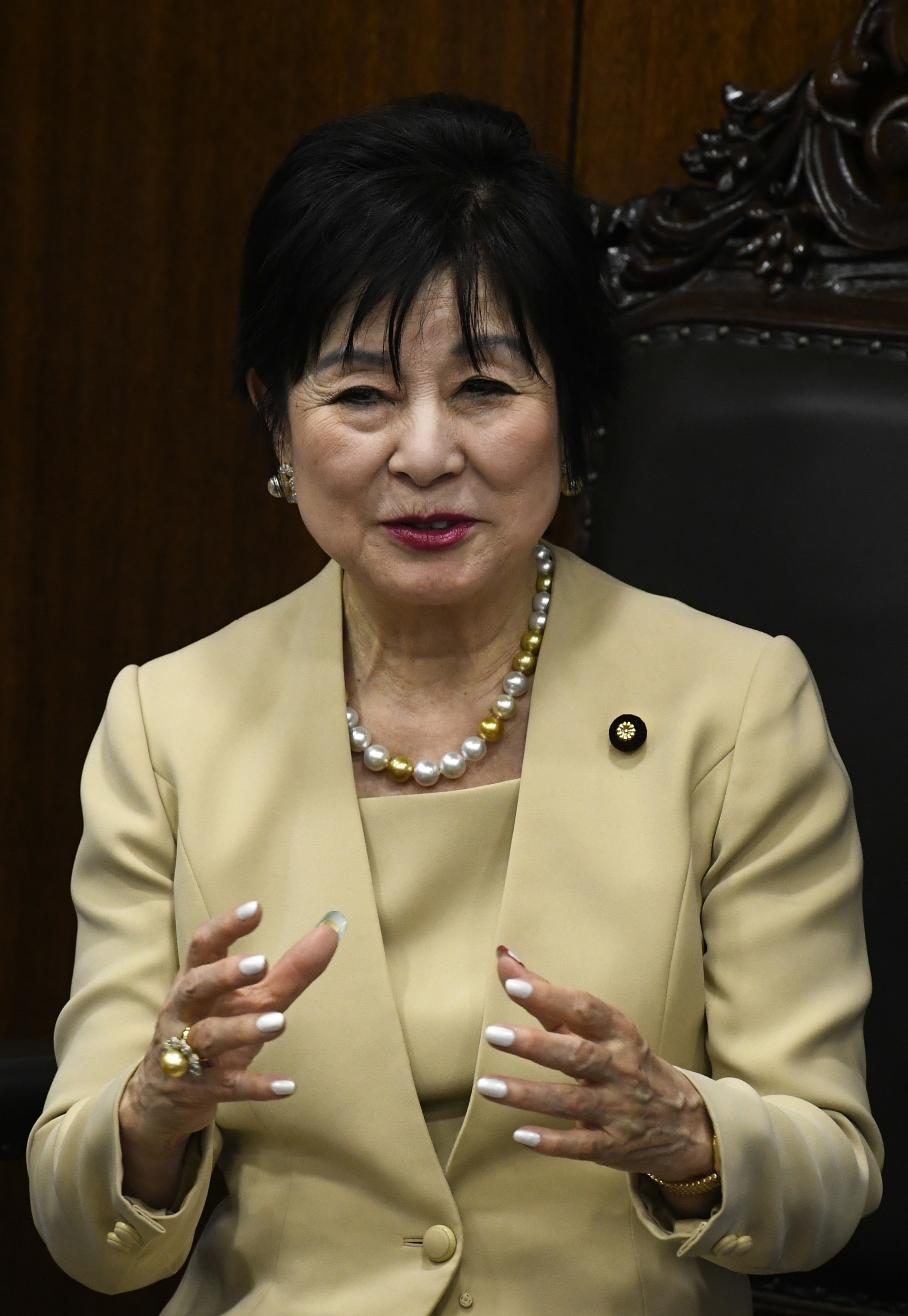
參議院議長：山東昭子

### 成員變動

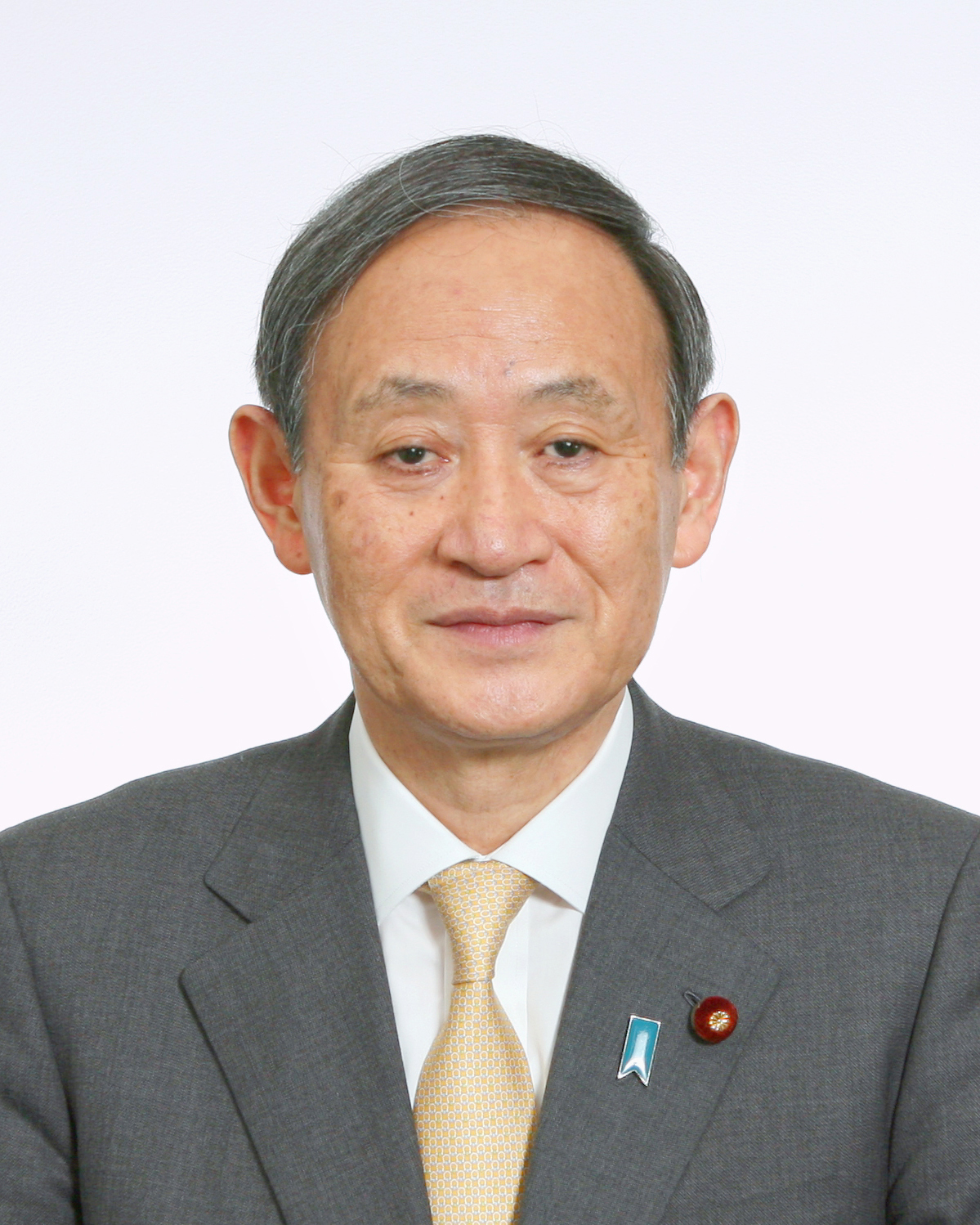
內閣總理大臣：菅义伟（內閣總辭）
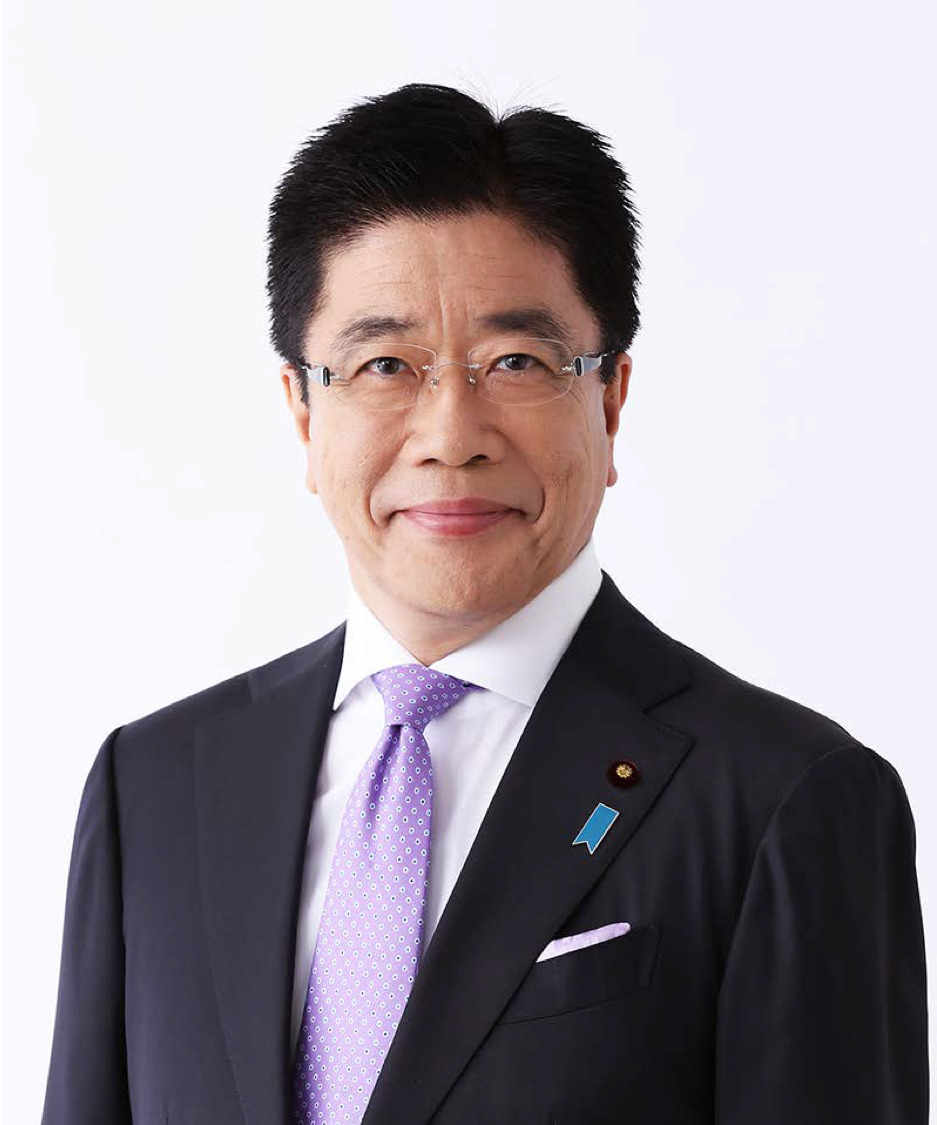
內閣官房長官：加藤勝信（內閣總辭）
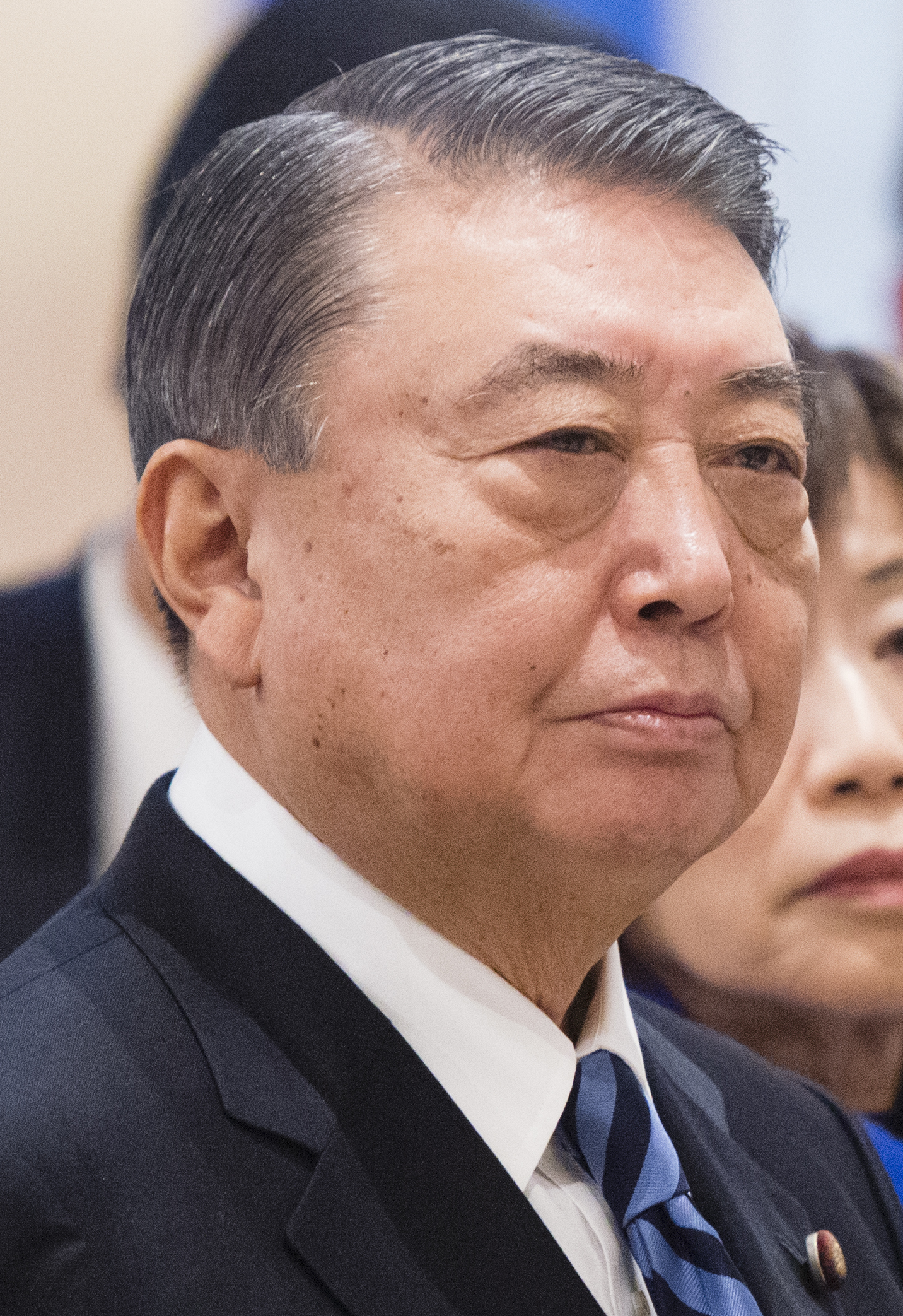
眾議院議長：大島理森（众议院选举未参选）

## 大事时序

### 1月
- 1月1日，天皇德仁和首相菅义伟发表新年讲话，承诺会控制2019冠状病毒病疫情，顺利举办奥运会[1][2]。
- 1月2日，
  - 东京都与邻近三县计划进入紧急状态[3]。受此影响，日经平均指数下跌0.4%至27,344.87点[4]。
  - 世界最长寿的人田中加子在日本西南部度过118岁生辰[5]。
- 1月4日，
  - 距离东京奥运会举行还有200天，日本全国宣布进入紧急状态[6]。
- 1月5日，
  - 首相菅义伟宣布东京都与邻近三县正式进入紧急状态，当天全国新增4900多个病例[7]。
  - 新近发布的汽车销售行业数据显示，受疫情影响，去年全日本新车销量下降11.5%，创下近九年来的最大跌幅[8]。同日，东京豐洲市場新年三文鱼拍卖创下2000万日元的新高价[9]。
  - 立宪民主党、社会民主党和日本共产党不顾反菅义伟内阁人士抗议反对，计划结成和平主义者联盟[10]。

### 2月
- 2月13日，日本時間晚上11點7分，福島縣近海發生規模7.3地震。

### 4月
- 4月13日，日本政府宣佈批准排放福島核廢水至太平洋的計劃。

### 7月
- 7月23日，延期一年的第32屆夏季奥林匹克运动会在東京正式開幕。

### 8月
- 8月8日，第32屆夏季奥林匹克运动会在東京正式閉幕。

### 9月
- 9月29日，岸田文雄在2021年自由民主党总裁选举中获胜，将担任第100任日本內閣總理大臣。

### 10月
- 10月4日，岸田文雄在参众两院內閣總理大臣指名选举中获胜，正式担任第100任日本內閣總理大臣。
- 10月31日，自由民主党在第49屆日本眾議院議員總選舉中继续获得过半数议席，岸田文雄连任第101任日本內閣總理大臣。
- 10月31日，日本一男子在东京京王线地铁列车内袭击乘客，造成至少10人受伤，1人重伤。

### 12月
- 12月17日，大阪北区堂岛北大楼发生大火，至少27人死亡，1人受伤。